# Borek (Malšovice)
Borek (německy Barken) je malá vesnice a část obce Malšovice v okrese Děčín. Nachází se přibližně dva kilometry jižně od Malšovic. Borek leží v katastrálním území Borek u Děčína o rozloze 2,53 km². Ve stejném katastrálním území leží i Choratice.

## Historie
První písemná zmínka o obci pochází z roku 1406. Místní jméno se vyvíjelo postupně z českého Borek („w Borku“) na německé Borcken, Barchen, Parchen, Barken.

## Obyvatelstvo
Při sčítání lidu v roce 1921 ve vsi žilo 138 obyvatel (z toho 65 mužů), z nichž byl jeden Čechoslovák a 137 Němců. Všichni se hlásili k římskokatolické církvi. Podle sčítání lidu z roku 1930 měla vesnice 117 obyvatel německé národnosti, kteří byli s výjimkou tří lidí bez vyznání římskými katolíky.
| Rok            | 1869 | 1880 | 1890 | 1900 | 1910 | 1921 | 1930 | 1950 | 1961 | 1970 | 1980 | 1991 | 2001 | 2011 | 2021 |
| -------------- | ---- | ---- | ---- | ---- | ---- | ---- | ---- | ---- | ---- | ---- | ---- | ---- | ---- | ---- | ---- |
| Počet obyvatel | 122  | 106  | 103  | 115  | 121  | 138  | 117  | 70   | 56   | 44   | 47   | 37   | 44   | 27   | 34   |
| Počet domů     | 22   | 22   | 21   | 21   | 22   | 23   | 23   | 23   | 15   | 11   | 9    | 10   | 15   | 15   | 15   |

## Další fotografie

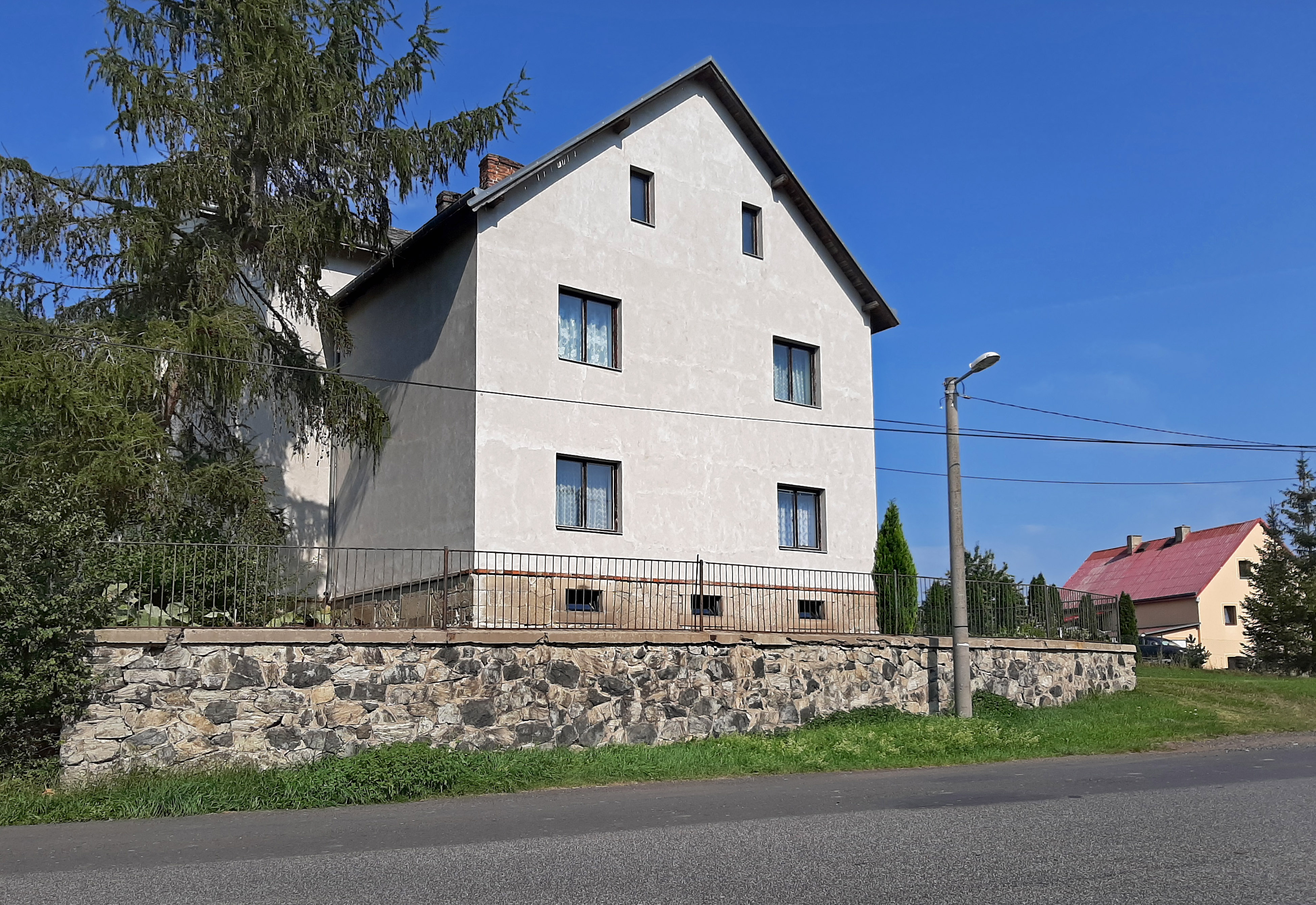
Dům čp. 24
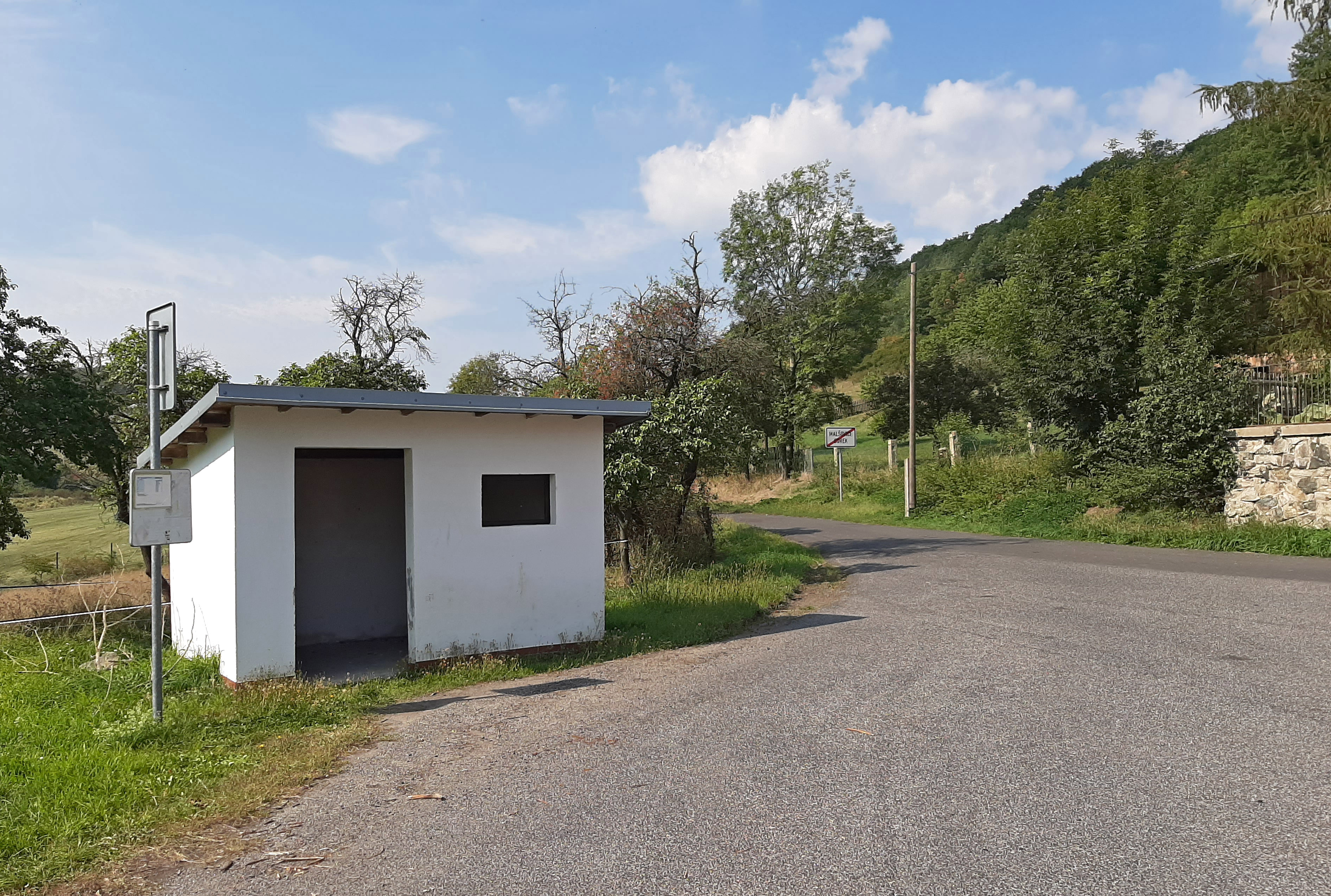
Autobusová zastávka
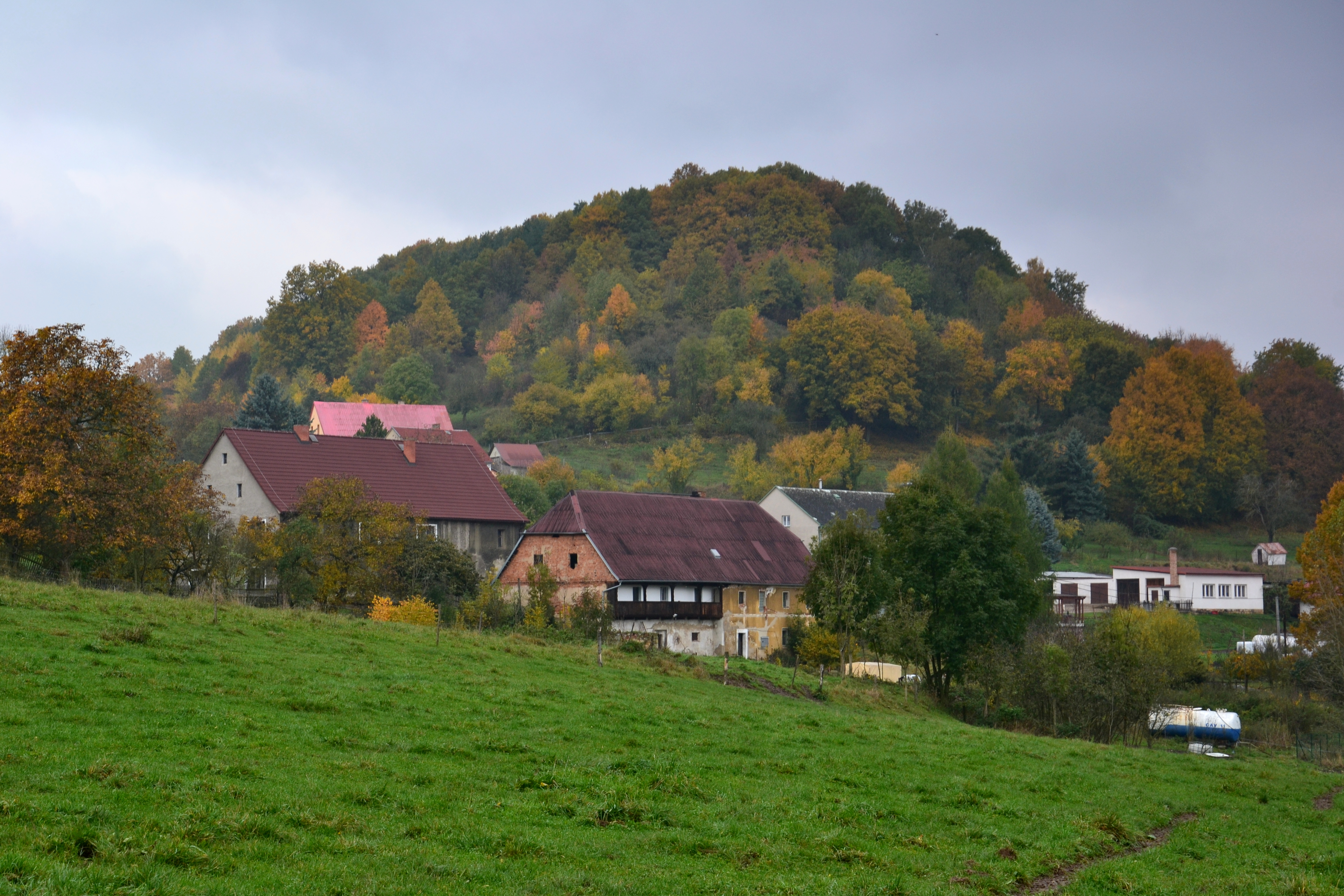
Pohled z jihu na horní část vesnice
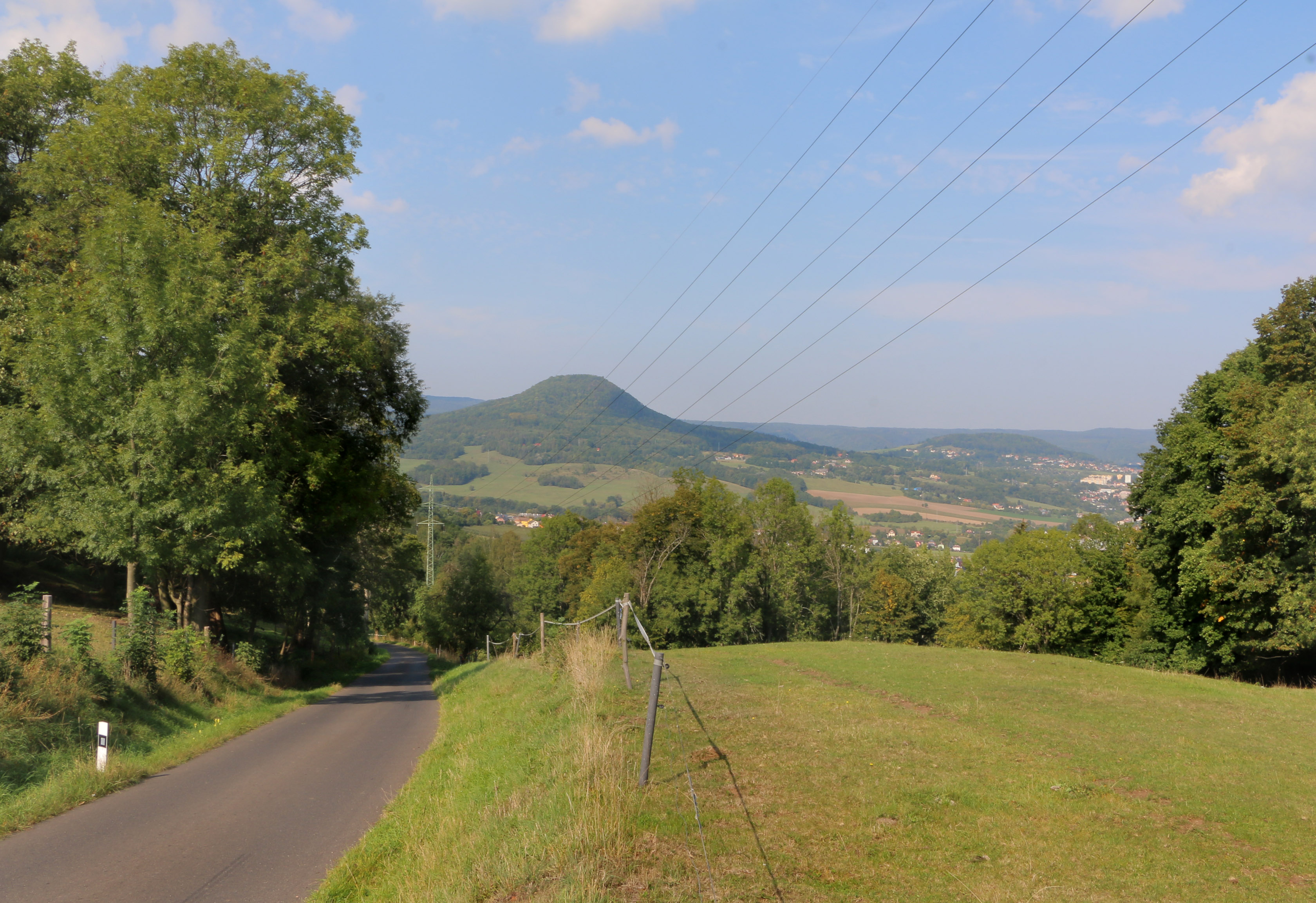
Silnice k Děčínu